# 道糸
道糸（みちいと）は釣り糸のうち、釣り竿の先端から錘までの部分の名称。錘から釣り針までの部分は鉤素（はりす）と呼び、道糸と区別する。英語の"Fishing line"からラインとも呼ぶ。
古くは天蚕糸（てぐす、ヤママユガの近縁種のテグスサンの絹糸腺から取れる絹糸）などの天然繊維が使用されていたが、合成繊維が普及してからはナイロン・ポリエステル・ポリエチレンなどの合成繊維が一般的になった。釣り糸をテグスと呼ぶのは天蚕糸を使用していた時代の名残である。
一般に釣り針の近くの鉤素は目立たないように細い釣り糸を使用するが、道糸は強度を与えるために鉤素より太い釣り糸を使用する。投げ釣りなどリールを使用する場合には道糸は繰り出し・巻き取りを行なうことで長さを変化させる。リールを使用する場合に繰り出した道糸の長さを把握しやすいように一定の長さで色分けされた道糸や、暗くても視認しやすいように蓄光性を与えた道糸など、太さだけでなく様々な外観の製品が販売されている。
道糸は多くの場合は単線維が使用されるが、カジキなどの大型魚を釣る場合には強度を高めるために複数の糸を縒り合わせたロープ状の道糸や金属ワイヤーが使用されるなど、目的に応じた強度の道糸が選択される。